# El cant dels ocells

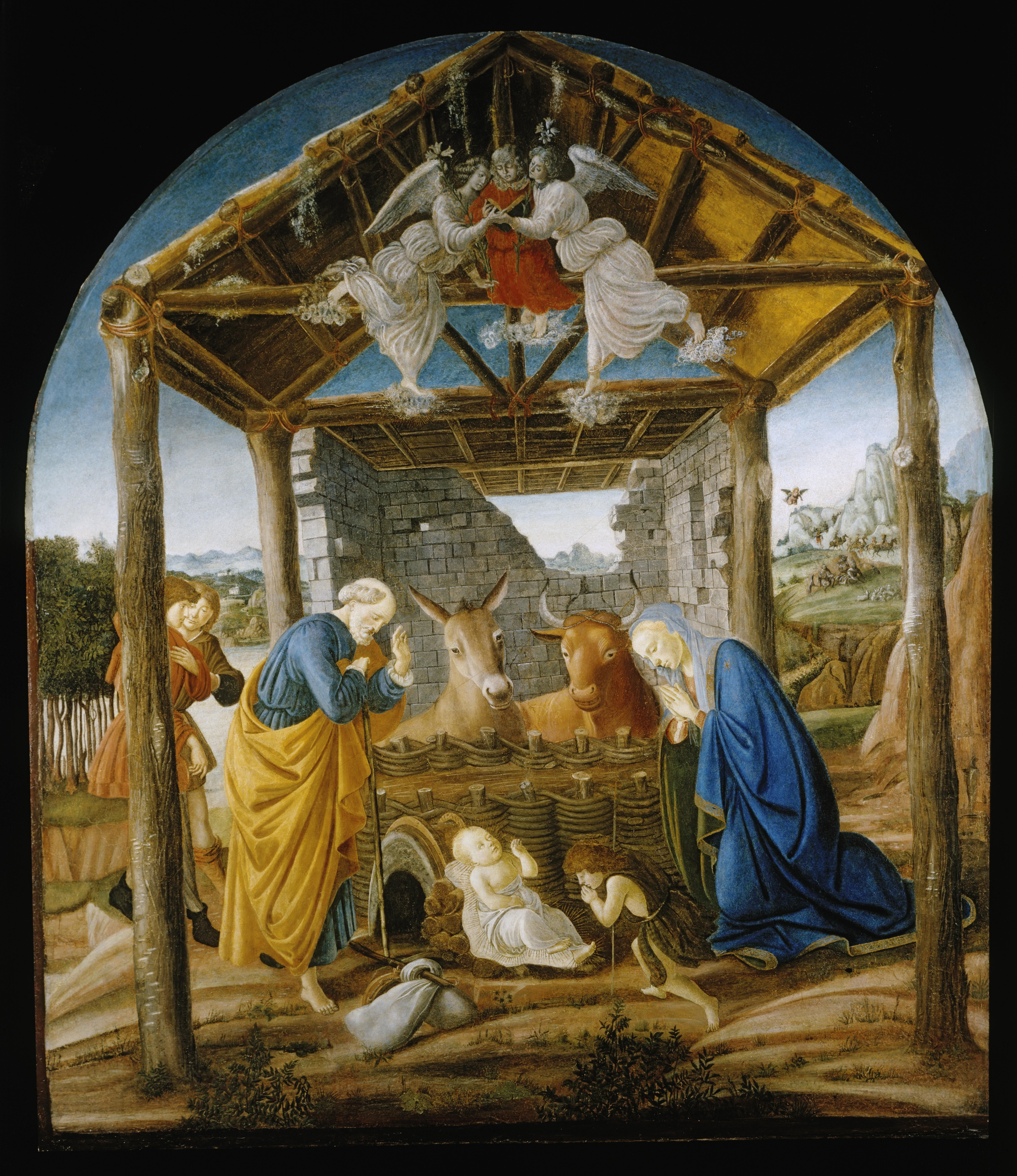
Nașterea lui Isus, de Botticelli

El cant dels ocells, în română Cântecul păsărilor, este un cântec tradițional catalan de Crăciun. El descrie bucuria naturii în ziua nașterii copilului Isus în grajdul din Betleem.
Textul și melodia au fost preluate și utilizate în diferite contexte. Cu timpul, el a fost adoptat drept cântec de leagăn. Cântăreți ca Lluís Llach⁠(en)[traduceți] și Victòria dels Àngels i-au dat o largă râspândire. Violoncelistul catalan Pau Casals, autoexilat în semn de protest contra dictaturii franchiste, interpreta o versiune proprie pentru violoncel în fiecare din concertele sale – printre altele un concert la Casa Albă în 1961 și altul la Națiunile Unite în 1971. El cant dels ocells a devenit un simbol național al Cataloniei.